# Fear of Music
Fear of Music è il terzo album in studio dei Talking Heads, pubblicato nel 1979 e prodotto da Brian Eno. Arrivò alla ventunesima posizione della classifica Billboard's Pop Albums, e la traccia Life During Wartime raggiunse l'ottantesima posizione della classifica Pop Singles, con I Zimbra alla ventottesima della classifica Club Play Singles. Fu piazzato al primo posto tra gli album dell'anno della rivista britannica New Musical Express. Si trova anche al numero 76 della lista dei 100 migliori album dell'emittente televisiva Channel 4.
La canzone I Zimbra è stata adattata dalla poesia Gadji beri bimba del poeta dadaista Hugo Ball. La sua poliritmia presagisce la direzione che il gruppo avrebbe preso nell'album successivo Remain in Light.

## Descrizione
Il secondo album dei Talking Heads, More Songs About Buildings and Food, pubblicato nel 1978, aveva espanso gli orizzonti musicali della band. Il disco includeva un hit single, la cover di Take Me to the River di Al Green, che aveva fruttato al gruppo un buon successo commerciale. Nel marzo 1979, i membri della band suonarono la canzone nel corso dello show televisivo nazionale American Bandstand. Nei giorni successivi alla performance, decisero di non voler essere considerati solo una band "sforna singoli di successo". I Talking Heads entrarono in studio di registrazione a New York senza avere ancora un produttore nella primavera del 1979 e si misero a lavorare su alcuni demo. Musicalmente, la band voleva espandere i ritmi disco presenti in More Songs About Buildings and Food rendendoli maggiormente prominenti nel missaggio delle nuove canzoni. Il piano di lavoro previsto venne scartato quando il gruppo si rese conto di non essere soddisfatto di come stavano procedendo le sessioni di registrazione. La band decise di spostarsi a registrare nell'appartamento del batterista Chris Frantz e della bassista Tina Weymouth, dove il gruppo aveva già effettuato delle prove in passato prima di firmare un contratto da professionisti a metà anni settanta. Brian Eno, che aveva prodotto il loro precedente album, venne chiamato in studio per dare una mano con il nuovo materiale.
Il 22 aprile e il 6 maggio 1979, un furgone del Record Plant guidato da un tecnico del suono parcheggiò fuori dell'appartamento della coppia Frantz-Weymouth facendo poi passare i cavi dalla finestra del salotto. In questi due giorni, i Talking Heads registrarono le tracce base sotto la supervisione di Eno. Invece di incorporare personaggi in un contesto sociale come aveva fatto in More Songs About Buildings and Food, Byrne decise stavolta di lasciarli soli in situazioni distopiche.
La Weymouth era inizialmente scettica dell'idea di Byrne, ma il frontman alla fine la convinse della bontà della sua scelta. Mano a mano che le canzoni evolvevano, suonare sezioni strumentali divenne sempre più semplice per la band.

### Promozione e pubblicazione
Dopo aver completato Fear of Music, i Talking Heads intrapresero il loro primo tour del Pacifico nel giugno 1979 facendo concerti in Nuova Zelanda, Australia, Giappone, e Hawaii. L'album venne pubblicato in tutto il mondo il 3 agosto.
Il tour statunitense in promozione del disco avvenne durante l'agosto 1979. All'epoca, Byrne disse a Rolling Stone: «Siamo in una posizione divertente. Non ci farebbe piacere fare musica impossibile da ascoltarsi, ma non vogliamo nemmeno compromettere la nostra integrità artistica in cambio della popolarità». La band divise la posizione di gruppo principale con Van Morrison e i The Chieftains al Festival di Edimburgo in settembre per poi partire per il tour promozionale in Europa fino alla fine dell'anno. Fear of Music venne certificato disco d'oro dalla Recording Industry Association of America il 17 settembre 1985 dopo più di 500,000 copie vendute negli Stati Uniti.

### Contenuti
Fear of Music è ampiamente costruito su un eclettico mix di ritmi disco, paesaggi sonori cinematografici, ed elementi di musica rock convenzionali. Il brano di apertura I Zimbra è una traccia disco con influenze africane e contiene un coro in sottofondo opera dell'assistente di registrazione Julie Last.
Cities parla del tentativo della ricerca dell'assetto urbano ideale nel quale vivere. Paper mette a confronto una storia d'amore con un semplice pezzo di carta. In Life During Wartime, Byrne si autodefinisce un "guerrigliero urbano antieroico", che rinuncia alle feste, sopravvive mangiando solo burro di noccioline, e ascolta notizie sull'invio di armi e tombe improvvisate. Il personaggio è correlato all'imminente fine della civiltà occidentale. Byrne considera il ritratto del personaggio dipinto nella canzone, "credibile e plausibile". Air è una sorta di canzone di protesta contro l'inquinamento e l'atmosfera, idea che Byrne non reputa "uno scherzo". Ispirandosi all'Opera da tre soldi, l'autore vuole ricreare un brano malinconico e toccante circa un ragazzo tanto depresso da aver persino paura di respirare. Heaven, uno dei brani più conosciuti dell'album, prende come ironica metafora del paradiso un bar chiamato, appunto, "Heaven" (paradiso), dove però, non succede mai niente («Heaven is a place where nothing ever happens»).

### Copertina
La copertina originaria dell'LP, ideata dal membro della band Jerry Harrison, era completamente nera con in rilievo un motivo che ricordava il piano anti-ribaltamento di un rack da 19". Il resto dell'artwork venne ideato da Byrne e include immagini solarizzate al computer create da Jimmy Garcia con l'ausilio del Dottor Philip Strax.

### Riedizioni
Nel 2005 l'album fu ripubblicato e rimasterizzato dalla Warner Music Group per l'etichetta Warner Bros./Sire Records/Rhino Records, in formato DualDisc, con quattro tracce addizionali sul lato CD (Dancing for Money e versioni alternative di Life During Wartime, Cities e Mind). Il lato in formato DVD-Audio include i missaggi sia stereo sia 5.1 surround ad alta risoluzione (96 kHz/24 bit), così come una versione dell'album in formato Dolby Digital 5.1 e i video per Cities e I Zimbra. In Europa è stato pubblicato come cofanetto CD+DVDA in due dischi invece di un solo DualDisc. La riedizione è stata prodotta da Andy Zax insieme ai Talking Heads.
La versione alternativa di Life During Wartime è più lunga con una parte alla chitarra di Robert Fripp. Quella di Cities contiene parole e parti musicali non usati nella versione sull'album.

## Tracce
Tutte le canzoni sono state scritte da David Byrne, tranne dove indicato.
Lato A
1. I Zimbra – 3:06 (Byrne, Brian Eno, Hugo Ball)
2. Mind – 4:12
3. Paper – 2:36
4. Cities – 4:05
5. Life During Wartime – 3:41 (Byrne, Chris Frantz, Jerry Harrison, Tina Weymouth)
6. Memories Can't Wait – 3:30 (Byrne, Harrison)

Lato B
1. Air – 3:33
2. Heaven – 4:01 (Byrne, Harrison)
3. Animals – 3:29
4. Electric Guitar – 2:59
5. Drugs – 5:13

Tracce bonus (2005)
1. Dancing for Money (Unfinished Outtake) – 2:42
2. Life During Wartime (Alternate Version) – 4:07 (Byrne, Frantz, Harrison, Weymouth)
3. Drugs (Alternate Version) – 5:30
4. Mind (Alternate Version) – 4:26

## Formazione
- David Byrne – voce, chitarra
- Chris Frantz – batteria
- Jerry Harrison – sintetizzatore, chitarra, cori
- Tina Weymouth – basso, cori

### Altri collaboratori
- Brian Eno – cori, trattamento del suono
- Gene Wilder e Ari  – conga in I Zimbra e Life During Wartime
- Robert Fripp – chitarra in I Zimbra
- The Sweetbreathes – cori in Air
- Julie Last – cori in I Zimbra

### Personale tecnico
- Joe Barbaria – ingegnere del suono
- Greg Calbi – creazione del master audio
- Brian Eno – produttore
- Rod O'Brian – ingegnere del suono
- Neil Teeman – ingegnere del suono

## Cover
- Nel 1985 i Simply Red, nel loro album d'esordio Picture Book, realizzarono una cover di Heaven, stravolgendone l'arrangiamento in chiave spiccatamente blues.

## Classifiche
| Classifica (1979) | Posizione massima |
| ----------------- | ----------------- |
| Australia         | 35                |
| Canada            | 27                |
| Nuova Zelanda     | 11                |
| Regno Unito       | 33                |
| Stati Uniti       | 21                |